# باد لاسفه
باد لاسفه (بالألمانية: Bad Laasphe) هي بلدة ألمانية تقع في ألمانيا في Siegen-Wittgenstein. يقدر عدد سكانها بـ 14,583 نسمة .